# 神宮司弥生
神宮司 弥生（じんぐうじ やよい、1965年12月8日 - 2017年12月17日）は、日本の女性声優。アーツビジョン最終所属。兵庫県出身。かつては文学座に所属していた。2017年12月17日、死去。享年52。

## 人物
方言は関西弁。
趣味・特技はギター、三味線、カヌー、料理、舞楽（左舞・右舞・白拍子舞）。

## 後任
神宮司の死後、持ち役を引き継いだ人物は以下のとおり。
| 後任     | 役名                     | 概要作品         | 後任の初担当作品                           |
| -------- | ------------------------ | ---------------- | ------------------------------------------ |
| 田中理恵 | モリガン・アーンスランド | 『ヴァンパイア』 | 『MARVEL VS. CAPCOM 3 Fate of Two Worlds』 |

## 出演
太字はメインキャラクター。

### テレビアニメ
- ヨシモトムチッ子物語（1998年、ハナカマリキモモコ）
- 愛の若草山物語（1999年、静香）
- おるちゅばんエビちゅ（1999年、直人 他）
- 小梅ちゃんが行く!!（1999年、井沢さん 他）

### OVA
- MEGAZONE23 III（1989年、ヤコブの秘書）
- 魔宮戦場2（1991年、女性オペレーターA）
- 暗黒神伝承 武神（1992年、美佐子）
- BADBOYS（1993年、ママ）
- 紺碧の艦隊 特別編 蒼莱開発物語（1997年、仲居）

### ゲーム
1994年
- ADVANCED V.G.（ミランダ・謝華）
- ヴァンパイア The Night Warriors（モリガン・アーンスランド）

1995年
- ヴァンパイア ハンター Darkstalkers' Revenge（モリガン・アーンスランド）
- 閉ざされた館（テス・コンウェイ）

1996年
- スーパーパズルファイターIIX（モリガン、デビロット）
- 進め!対戦ぱずるだま 闘魂!まるたま町（チェリー）
- ダンジョンズ&ドラゴンズ シャドーオーバーミスタラ（シーフ）
- ファイアーウーマン纏組（青山愛子）

1997年
- ヴァンパイア セイヴァー The Lord of Vampire（モリガン、ル・マルタ、ジェダ〈女装やられ〉、ビクトル〈女装やられ〉）
- ヴァンパイア セイヴァー2 The Lord of Vampire（モリガン・アーンスランド）
- ヴァンパイア ハンター2 Darkstalkers' Revenge（モリガン・アーンスランド）
- どきどきシャッターチャンス（如月玲香）
- Harmful Park（カシス）
- プリンセスメーカー ゆめみる妖精（メディーナ&クールボゥ）
- ポケットファイター（モリガン）

1998年
- エコーナイト（ヒルダ・ロックウェル）
- ゼルダの伝説 時のオカリナ（ナボール、大妖精、コウメ、コタケ）
- ファーランドサーガ 時の道標（ソフィア）
- MARVEL VS. CAPCOM CLASH OF SUPER HEROES（モリガン）
- マール王国の人形姫（ガオ）

1999年
- 戦国美少女絵巻 空を斬る!! 春風の章（ラーシャ）
- リトルプリンセス マール王国の人形姫2（ガオ）

2000年
- カプコン バーサス エス・エヌ・ケイ ミレニアムファイト 2000（モリガン）
- ゼルダの伝説 ムジュラの仮面（大妖精、コウメ、コタケ）
- MARVEL VS. CAPCOM 2 NEW AGE OF HEROES（モリガン）

2001年
- カプコン バーサス エス・エヌ・ケイ ミレニアムファイト 2000 PRO（モリガン）
- CAPCOM VS. SNK 2 MILLIONAIRE FIGHTING 2001（モリガン）
- レガイア デュエルサーガ（シャロン）

2005年
- NAMCO x CAPCOM（モリガン・アーンスランド）

2008年
- クロスエッジ（モリガン）
- タツノコ VS. CAPCOM CROSS GENERATION OF HEROES（モリガン）

2011年
- ゼルダの伝説 時のオカリナ3D（ナボール、大妖精、コウメ、コタケ）

2012年
- モンスターハンター フロンティア オンライン（VOICE TYPE29）

2014年
- 大乱闘スマッシュブラザーズ for Nintendo 3DS / Wii U（コウメ、コタケ）

2015年
- ゼルダの伝説 ムジュラの仮面 3D（大妖精、コウメ、コタケ）

### ドラマCD
- 北欧神話・伝説シリーズ（フリッグ）
- 十兵衛紅変化（1991年、今泉悠冬）
- 少年濡れやすく恋成りがたし（1995年、展子）
- 少年濡れやすく恋成りがたし2 -彷徨える迷宮-（1996年、容の家庭教師、ブラックリストの女）
- 金田一少年の事件簿 死神病院殺人事件（1997年、高沢和子）

### 吹き替え

#### 映画
- キャノンボール3 新しき挑戦者たち（ヘザー・スコット〈ミミ・カジク〉）※VHS版